# دروژینا
دروژینا (به لاتین: Druzhina) یک رود در روسیه است که در یاقوتستان واقع شده‌است.